# Achiauta
Achiauta är en ort i Mexiko.   Den ligger i kommunen Cuetzalan del Progreso och delstaten Puebla, i den sydöstra delen av landet, 190 km öster om huvudstaden Mexico City. Achiauta ligger 619 meter över havet och antalet invånare är 120.
Terrängen runt Achiauta är huvudsakligen kuperad, men norrut är den platt. Runt Achiauta är det ganska tätbefolkat, med 134 invånare per kvadratkilometer. Närmaste större samhälle är Ciudad de Cuetzalan, 9,7 km väster om Achiauta. I omgivningarna runt Achiauta växer i huvudsak städsegrön lövskog.